# Poljana Vojnićka
Poljana Vojnićka es una localidad de Croacia en el municipio de Krnjak, condado de Karlovac.

## Geografía
Se encuentra a una altitud de 230 m s. n. m. a 79 km de la capital nacional, Zagreb.

## Demografía
En el censo 2011, el total de población de la localidad fue de 17 habitantes.
| Gráfica de población de Poljana Vojnićka 1857-2011                  |
|                                                                     |
| Según los censos de población de la oficina estadística de Croacia. |